# Pass (arkitektur)

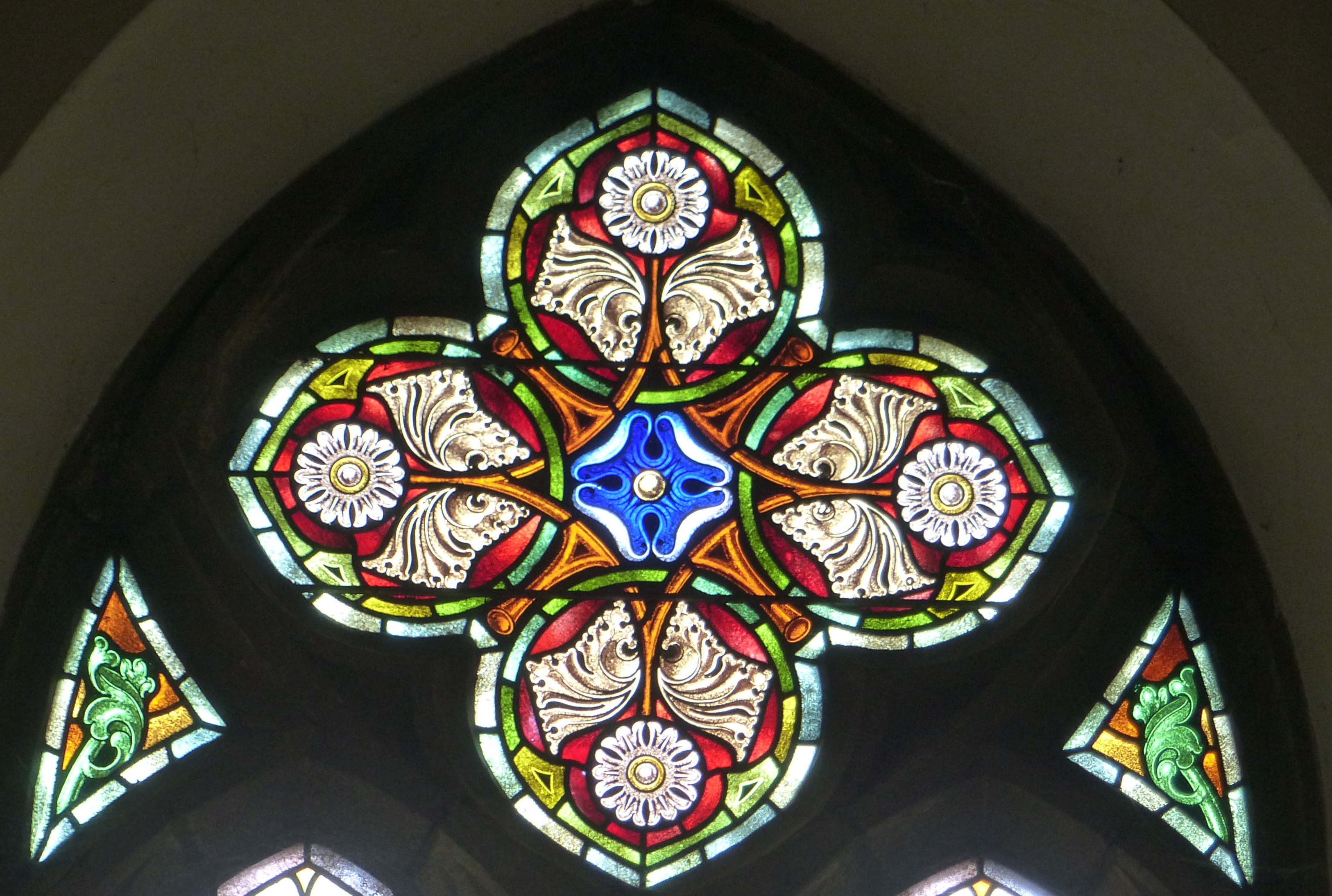
Fyrpassfönster i Sankt Stefans församlingskyrka i Sierning i Österrike.

Pass är inom arkitekturen en form av dekoration där man med hjälp av passarslag sätter samman tre eller flera cirkelsegment så att de tillsammans bildar en öppning eller ram i form av en regelbunden figur. Ett trepass är alltså format som en treklöver, ett fyrpass som en fyrklöver, och så vidare. I princip kan man göra ett obegränsat antal passarslag, mångpass. En mer sällan använd term för dekorationen är den latinska motsvarigheten folium (av latinets ord för "blad"), som i trifolium (trepass), quatrefolium (fyrpass), och så vidare.
Exempel på arkitekturpass hittar man i de medeltida katedralernas gotiska rosettfönster.

Trepass.
Fyrpass.